# Aragona
Aragona es una comuna siciliana, en la Provincia de Agrigento.

## Evolución demográfica
| Gráfica de evolución demográfica de Aragona entre 1861 y 2001 |
|                                                               |
| Fuente ISTAT - elaboración gráfica de Wikipedia               |

- Datos: Q323231
- Multimedia: Aragona / Q323231

1. ↑  Worldpostalcodes.org, código postal n.º 92021.
2. ↑  «Codici Catastali». Comuni-italiani.it (en italiano). Consultado el 29 de abril de 2017.